# Флегонтов, Алексей Канидьевич
Алексей Канидьевич Флегонтов (16 марта 1888, с. Олочи, Забайкальская область, Российская империя — 11 марта 1943) — интендант 2-го ранга, один из руководителей партизанского движения в годы гражданской войны на Дальнем Востоке и в годы Великой Отечественной войны в Подмосковье и Беларуси.

## Биография
Родился в селе Олочи Забайкальской области (ныне Нерчинско-Заводского района Забайкальского края) в семье служащего. Из забайкальских казаков. Работал учителем в деревне Зоевка Хабаровского уезда. В 1917 году окончил школу прапорщиков.
Член РСДРП(б) с 1917 года, член Хабаровского совета.

### Гражданская война
В июле 1918 года сформировал красноармейский отряд добровольцев при Хабаровском отделе маршевых рот, который по прибытии на Уссурийский фронт был в селе Успенка переформирован во 2-й Хабаровский батальон. В конце июля близ Каульских высот возглавил отряд в составе Хабаровского и Спасского батальонов, который должен был действовать на левом фланге с задачей нанести удар по тылам войск Чехословацкого корпуса. 31 июля отряд с боем занял все высоты, прилегавшие к переправам у Шмаковского монастыря и деревни Иннокентьевка и обеспечил переправы войск фронта через реку Уссури, а также занятие Шмаковского монастыря. В ходе продолжавшегося наступления Уссурийского фронта возглавил командование левого участка фронта и в августе отличился умело проведённой операцией по разгрому сил атамана И. П. Калмыкова в посёлке Руновка.

Руководители партизанского движения в Приморье: Г. Лобода, И. Слинкин, А. Флегонтов и М. Вольский

После падения советской власти на Дальнем Востоке — командир партизанского отряда в Забайкалье. После выступления японской армии 5 апреля 1920 года был назначен начальником боевого участка, которому была придана артиллерия, вывезенная отрядом И. П. Шевчука из Хабаровска. В 1920 году — командир полка, затем командир 2-й стрелковой бригады, вошедшей 12 июля 1920 года в состав вновь сформированной Амурской дивизии С. М. Серышева.
30 июля 1920 года был назначен начальником 1-й Амурской дивизии Народно-революционной армии Дальневосточной республики (ДВР). 23 октября 1920 года его войска (3-я стрелковая бригада Е. Ф. Казанджи) вошли в Хабаровск. 8 ноября 1920 года был назначен командиром 4-й Благовещенской стрелковой дивизии (нач. штаба А. Ф. Хренов. 10, 11, 12 стрелковые бригады) вновь сформированной 2-й Амурской армии С. М. Серышева. 17 июня 1921 года во время реформ нового военного министра ДВР В. К. Блюхера был назначен командиром 5-й Хабаровской дивизии (31, 32, 33 стрелковые полки и кавалерийский дивизион) 2-й Амурской армии, а 15 июля того же года его дивизия была переформирована в 5-ю Хабаровскую стрелковую бригаду трёхполкового состава.
3 ноября 1921 года был назначен членом военного совета вновь созданного Забайкальского военного округа. С 19 ноября временно исполнял обязанности командующего войсками Забайкальского военного округа. Исполняющий обязанности главнокомандующего Народно-революционной армией и военного министра ДВР С. М. Серышев, оценив обстановку, отбыл вместе с ним в Хабаровск, куда они прибыли 11 декабря 1921 года. Здесь Серышев назначил Флегонтова командующим партизанскими отрядами Приморья и с группой товарищей отправил в тыл белой „Земской рати“ для организации партизанского движения.
Вечером 14 декабря Флегонтов со своей группой на поезде прибыли на станцию Котиково и узнали, что Розенгартовка в 18 верстах от них уже занята каппелевскими частями. Они перебрались в находившуюся рядом деревню Котково, а на рассвете 16 декабря, за несколько часов до занятия её белыми, ушли в тайгу. Через 10 дней пути группа Флегонтова в долине реки Силан встретила первый партизанский отряд и продолжила путь по долине реки Иман, попутно формируя партизанские отряды и организуя деморализованное поражениями партизанское движение. Они по Улахинской долине вышли к деревне Чугуевка, а оттуда, перейдя через хребет Сихотэ-Алинь, вышли в Сучанскую долину, где установили связь с партизанским штабом Сучанской долины во главе с М. П. Вольским. Там Флегонтов организовал совет партизанских отрядов и до апреля 1922 года был командующий партизанскими силами Приморья.
За мужество при штурме Волочаевских укреплений был награждён орденом Красного Знамени.
В 1922—1941 годах — на хозяйственной работе в Хабаровске, Киеве, Москве. Член ВЦИК СССР.
В 1933 году возглавлял комитет по делам печати Дальневосточного крайисполкома. В мае того же года возглавил также краевую комиссию по борьбе с бездорожьем, а в сентябре возглавил краевой ОСВОД.
В августе 1933 года Фвместе с И. В. Слинкиным своим выступлением на Бюро Далькрайкома инициировали отстранение от должности первого секретаря Амурского обкома партии В. А. Верного, не справившегося с планом хлебозаготовок, и были направлены в Амурскую область для исправления ситуации.

## Участие в Великой Отечественной войне
В годы Великой Отечественной войны — один из организаторов партизанского движения в Подмосковье и Беларуси. Командир партизанского отряда «Боевой» в Подмосковье. В 1942 году отряд совершил переход в Беларусь. В июле 1942 года состоялось объединение партизанских отрядов «Боевой», имени Сталина, 752-го, «Пламя», «Красное знамя» в партизанскую бригаду «За Родину», которую возглавил Флегонтов.
Награждён орденом Ленина (1942, за партизанское движение, Смоленск).
Погиб 11 марта 1943 года в бою с карательными «восточными» батальонами «Днепр» и «Березина». Похоронен в братской могиле у деревни Маковье Осиповичского района Могилёвской области.

## Партизанская бригада «За Родину» имени А. К. Флегонтова
До апреля 1943 года — партизанская бригада «За Родину».
Действовала в годы Великой Отечественной войны на оккупированной территории Червенского, Пуховичского, Осиповичского, Бобруйского, Малоритского, Дивинского районов Беларуси и Камень-Каширского района Волынской области Украины.
Бригада создана в октябре 1942 г. в Червенском районе в составе отрядов: А. К. Флегонтова (начал организоваться в декабре 1941 г.), 752-го, имени Сталина, «Пламя», «Красное знамя». Командиры бригады: А. К. Флегонтов (погиб в 1943 г.), Е. Ф. Филипских, Ф. Ф. Тараненко, И. В. Жохов, Н. Ф. Ваганов, комиссары Г. Р. Чернявский, В. И. Жохов, Романов, Ваганов, И. В. Матюшев. В декабре 1942 г. в бригаду вошел отряд им. Ворошилова, отряд 752-й выделен из бригады для создания партизанской бригады 1-й Бобруйской. В марте 1943 г. на базе отрядов «Красное знамя» и имени Чапаева создана партизанская брига «Пламя». В августе 1943 г. на базе отрядов «Красное знамя», имени Ворошилова создана партизанская бригада «Красное знамя». В бригаде «За Родину» действовал отряд П. Л. Валькова, созданный в октябре 1943 г.; в январе 1944 г. он передислоцирован к железнодорожному участку Ковель — Брест, действовал самостоятельно; 12 июля 1944 г. (215 партизан) соединился с Красной Армией.
С 21 августа по 11 октября 1942 г. отряд Флегонтова совершил боевой рейд во вражеском тылу от Усвятского района Калининской области через Витебские (Суражские) ворота в Червенский район. Во время рейда 12 сентября 1942 г. вместе с партизанами бригады Дубова в засадном бою на дороге Камень — Лепель около деревни Бобровка уничтожил транспортную колонную с конвоем. Вместе с Сиротинской и 3-1 Белорусской партизанской бригадой и местным населением 31 августа 1942 г. на участке Ловжа — Оболь разрушили около 10 км железнодорожного полотна. Только с 22 октября по 25 ноября 1942 г. подорвали 14 эшелонов, в том числе 2 обстреляли и уничтожили. С 19 сентября по 14 декабря 1943 г. бригада передислоцировалась из Червенского района в Малоритский район. Во время рейда прошли около 860 км через 162 населённых пункта, провела 3 встречных боя. Вместе с 38-1 гвардейской стрелковой дивизией держала оборону около деревни Кортелесы Ратновского района Волынской области, деревни Оса Дивинского района и переправы через Припять около деревни Ветлы.
25 марта 1944 г. бригада [895 партизан, отряды «Боевой» (до мая 1943 г. отряд Флегонтова), 44-й, имени Литвинова (отряду присвоено имя командира взвода отряда «Боевой» П. Н. Литвинова, погибшего в бою), 45-й] соединилась с Красной Армией. Расформирована в апреле-июне 1944 г. поотрядно.

## Память

Хабаровск, перекрёсток ул. Флегонтова и ул. Краснореченская

- Именем Алексея Канидьевича Флегонтова названа одна из улиц  Хабаровска.
- Имя Флегонтова присвоено средней школе N 2 г. Червеня (Беларусь). В городе Червень установлен памятник.[22]

## Награды
- Орден Красного Знамени (15 октября 1928 года)
- Орден Ленина (1942)